# Santa Maria de la Tallada
Santa Maria és l'església parroquial romànica de la Tallada d'Empordà. Està situada dins el que era l'angle nord-est del recinte del castell. És una obra declarada bé cultural d'interès nacional.

## Arquitectura
L'església parroquial de Santa Maria ocupa l'angle nord de l'antic recinte murallat de la Tallada, en la part més elevada del nucli. 

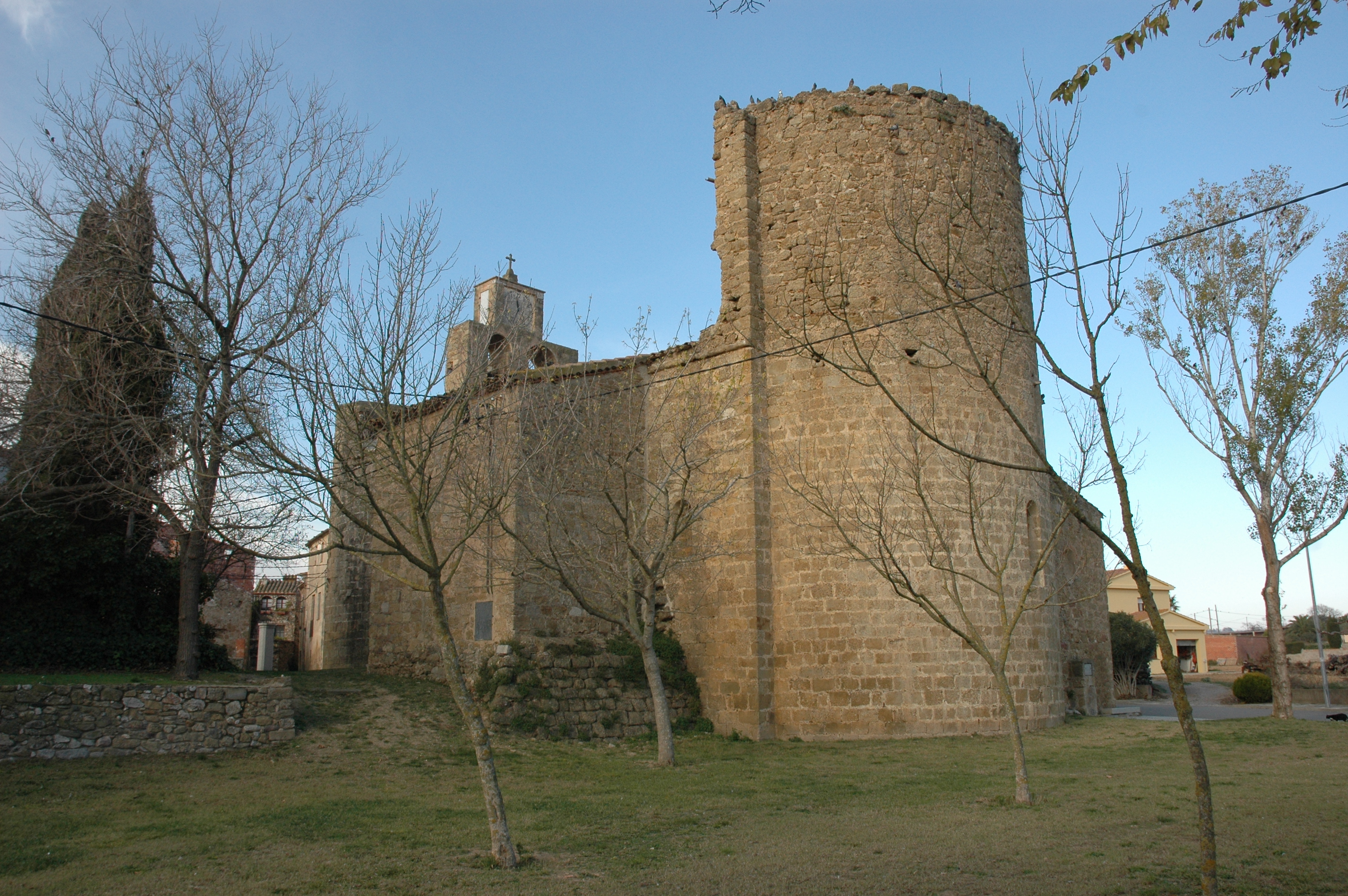
L'absis sobrealçat amb una torre de defensa

És un edifici d'una nau amb absis semicircular i dues capelles annexes, una a cada banda de la nau. Té volta d'arc apuntat, amb arc triomfal de mig punt i absis de volta de quart d'esfera. Exteriorment presenta una composició senzilla. La façana té porta d'accés d'arc de mig punt amb arquivoltes llises, llinda i timpà sense decoració. A la part superior hi ha una finestra d'arc de mig punt atrompetada. Corona a la façana un campanar de paret amb dues obertures d'arc rebaixat, situat a la banda esquerra, amb un rellotge a la part superior datat el 1937. A l'absis hi ha una obertura d'arc de mig punt atrompetada. A la part superior conserva l'obra de fortificació amb restes d'espitlleres. El material emprat en la construcció és la pedra, amb carreus d'aparell regular per a l'església i irregularment treballats a la torre superior de l'absis. Al seu interior hi ha una imatge de Sant Galderic, patró dels pagesos catalans i patró municipal, feta amb fusta de xiprer l'any 1987.

## Història
Sembla que l'església de Santa Maria va ser construïda els segles XII-XIII. Les primeres referències documentals sobre aquest temple daten dels anys 1279 i 1280, en què apareix com a capella del castell de la Tallada, documentat durant els segles XIII i XIV com a domini directe dels comtes d'Empúries. L'any 1362 s'esmenta com a agregada de la parròquia de Verges. El conjunt del nucli va ser fortificat, segurament durant el segle xvi. Es va aixecar una torre damunt de l'absis, que va servir de torre angular nord-est de les muralles. En el segle xviii es van aixecar les capelles laterals de la nau i la sagristia. D'aquest període data la remodelació de la portalada, segons consta a la inscripció de la llinda de la porta d'accés.